# Chéserex
Chéserex [ʃez(ə)ʁɛ]  est une commune suisse du canton de Vaud, située dans le district de Nyon.

## Toponymie
Le nom de la commune, qui se prononce /ʃɛzʀɛ/ ou /ʃɛzʀe/, dérive probablement du nom de personne latin Casarus, détenteur d'un domaine rural, et du suffixe celtique -akos/-acum, qui désigne un lieu.
La première occurrence écrite du toponyme remonte à 1001-1025, sous la forme de Chiseras, suivie de Gisirac en 1093 et cheserai en 1131.

## Population

### Gentilé et surnoms
Les habitants de la commune se nomment les Chéseriens.
Ils sont surnommés les Brasse-Cailloux ou Brasse-Caillé (allusion à l'importance de la laiterie d'autrefois) et les Sèche-Chrétien.

## Monuments
La commune compte sur son territoire un château du XVIIe siècle, ainsi que l'abbaye cistercienne de Bonmont qui comprend un terrain de golf.

## Industrie
- Adecco, entreprise de travail temporaire, y a eu son siège social jusqu'en 20

## Personnalité
- Catherine de Watteville (1645-1714)